# 12 août 1942
Le mercredi 12 août 1942 est le 224e jour de l'année 1942.

## Naissances
- Bianca Pitzorno, écrivaine italienne
- Clara Nunes (morte le 2 avril 1983), chanteuse brésilienne
- David Munrow (mort le 15 mai 1976), musicien britannique
- Eugene Gaffney, paléontologue américain
- Henri Le Roux, maître chocolatier et caramélier français
- Humberto López y Guerra, cinéaste, journaliste et romancier cubain
- Jacques Hersant (mort le 23 décembre 1992), personnalité politique française
- Jean-Claude Peigné, footballeur français
- Joachim Hahn (mort le 27 avril 1997), archéologue et préhistorien allemand
- John Stillwell, mathématicien australien
- Koji Funamoto, footballeur japonais
- Martin Seligman, chercheur en psychologie américain
- Pat Rupp (mort le 2 février 2006), joueur de hockey sur glace américain
- Raphaël Sorin (mort le 16 mai 2021), éditeur français
- Richard Lemieuvre, acteur pornographique français
- Zoltán Szarka (mort le 18 avril 2016), footballeur hongrois

## Décès
- Florian Stępniak (né le 3 janvier 1912), prêtre polonais mort martyr à Dachau, canonisé
- Gustaf Carlsson (né le 22 juillet 1894), footballeur suédois
- Jacob Gould Schurman (né le 22 mai 1854), diplomate américain
- Mykola Bouratchek (né le 16 mars 1871), peintre impressionniste ukrainien
- Pasquale Amato (né le 21 mars 1878), artiste lyrique
- Phillips Holmes (né le 22 juillet 1907), acteur américain (1907-1942)
- Rudolf Hasse (né le 30 mai 1906), pilote automobile allemand.

## Événements
- Départ du 18e convoi de déportation des Juifs de France, du camp de Drancy vers Auschwitz : 1007 déportés, 10 survivants en 1945.
- Début de la seconde conférence de Moscou